# 392 (chorwacka) Dywizja Piechoty (III Rzesza)
Uzasadnienie:  Artykuł o tej samej jednostce wojskowej
392 Dywizja Piechoty – niemiecka dywizja z czasów II wojny światowej, sformowana na poligonie w Döllersheim na mocy rozkazu z 17 sierpnia 1942 roku, poza falą mobilizacyjną przez XVII. Okręg Wojskowy.

## Struktura organizacyjna
- Struktura organizacyjna w sierpniu 1943 roku:

846. i 847. (chorwacki) pułk grenadierów, 392. (chorwacki) pułk artylerii, 392. batalion pionierów, 392. oddział przeciwpancerny, 392. oddział łączności;
- Struktura organizacyjna w maju 1944 roku:

846. i 847. (chorwacki) pułk grenadierów, 392. (chorwacki) pułk artylerii, 392. batalion pionierów, 392. oddział przeciwpancerny, 392. oddział łączności, 392. polowy batalion zapasowy;

## Dowódcy
- Generalleutnant Johann Mickl 13.VIII.1943 – 8.V.1945;